# Juan de Bustamante

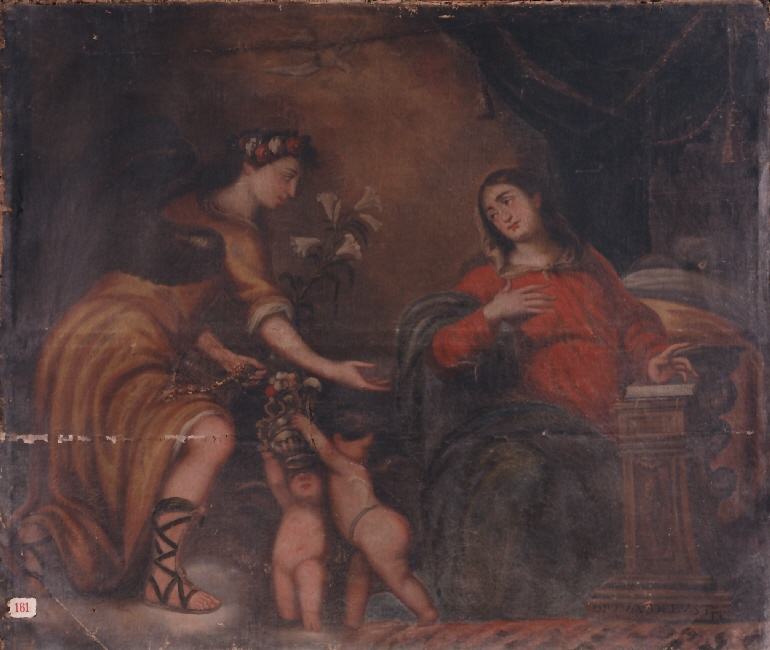
La Anunciación, Museo de Bellas Artes de Córdoba, óleo sobre lienzo, 180 x 210 cm.

Juan de Bustamante fue un pintor barroco perteneciente a la escuela granadina de pintura.

## Biografía
Es poco lo que se conoce de este discreto maestro andaluz activo en la segunda mitad del siglo XVII.
Discípulo de Pedro de Moya, desarrolló su actividad artística bajo la clara influencia flamenquizante de su maestro. En el taller de Moya fue compañero de Juan de Sevilla y, aunque su obra no se sitúa en la órbita canesca, la amistad con éste le permitirá moverse en los círculos próximos al arte desarrollado por los seguidores del más destacado alumno de Alonso Cano.
Su dominio del color se pone de manifiesto en la que acaso sea su mejor obra, la Incredulidad de Santo Tomás, óleo sobre lienzo de 220 x 177 cm, firmado en 1676. Pintado para la Iglesia de San Gil de Granada, en la actualidad se encuentra en la Iglesia de Santa Ana de la misma ciudad. El cuadro está compuesto por cuatro personajes, pivotando la escena alrededor de Jesús que se sitúa en el centro de la composición y que sujeta con su mano izquierda, la mano derecha del apóstol Tomás, que se encuentra arrodillado. La escena es observada por dos apóstoles que rodean a los protagonistas. Se desarrolla en un interior, y a la derecha del lienzo se observa un paisaje arquitectónico con cúpula, que recuerda el de la Visitación de Juan del Castillo, y también la pintura de Juan de Sevilla, San Jerónimo y San Gregorio, localizado en el Monasterio de San Jerónimo de Granada.
Hay que poner en relación con este maestro granadino, el óleo sobre lienzo de 167 x 201 cm, Bautismo de San Indalecio, situado en la Abadía del Sacromonte, y hasta ahora considerado de autor anónimo.
En el Museo de Bellas Artes de Córdoba se conserva una Anunciación de la Virgen firmada "F.JUA, DE BUSTAMANTE/F.F.", procedente de un depósito hecho en 1835 por los capuchinos de la Campiña Baja de Córdoba. La composición sitúa a la Virgen sentada en el lado derecho del cuadro con la mano izquierda sobre un libro apoyado en atril, y el ángel anunciador ocupando la parte izquierda del cuadro con un ramo de azucenas que ofrece a la Virgen. En el centro, dos angelotes sujetan un jarrón con flores que ofrecen al ángel anunciador. El estilo de la obra, de muy modesta ejecución, parece corresponder a la primera mitad del siglo XVII, como se indica en la ficha del Museo, lo que plantea un difícil encaje cronológico.
Recientemente ha aparecido una nueva obra de este autor en la Iglesia de San Isidoro de Oviedo. Se trata de un retrato del Exmo. Sr. D. Martín Carrillo Alderete, arzobispo de Granada, fallecido el 16 de junio de 1653.
Otro cuadro del pintor, una Asunción de la Virgen, se encuentra entre los fondos almacenados del Museo de Bellas Artes de Granada.